# Tjamsweer
Tjamsweer est un village de la commune néerlandaise d'Appingedam, situé dans la province de Groningue.